# Beatrice (Molto rumore per nulla)
Beatrice è un personaggio immaginario ideato dal drammaturgo William Shakespeare e presente nell'opera teatrale Molto rumore per nulla. Nipote di Leonato e cugina di Ero, Beatrice è un personaggio che diverge dalle eroine romantiche del XVI secolo per la sua grinta e arguzia, tanto da portare alcuni studiosi a descriverla come un personaggio protofemminista. Beatrice, nell'opera, viene indotta con l'inganno a dichiarare il proprio amore a Benedetto, un soldato con cui porta avanti una "merry war" (guerra allegra); per via di pettegolezzi secondo i quali i due sarebbero innamorati l'una dell'altro, i due finiranno per sposarsi.
Beatrice è stata interpretata da diverse attrici, tra le quali figurano Frances Abington, Ellen Terry, Judi Dench, Maggie Smith, Tamsin Greig, Emma Thompson, Catherine Tate, Danielle Brooks e Amy Acker.

## Origini
Shakespeare si sarebbe imbattuto per la prima volta nel nome Beatrice nella Divina Commedia di Dante Alighieri, opera in cui il personaggio rappresenta la conoscenza divina.
Nel 1901, Mary Augusta Scott suggerisce per la prima volta il legame tra il personaggio scespiriano e l'Emilia Pia, donna presente ne Il libro del cortigiano di Baldassare Castiglione. Walter N. King ha descritto Beatrice quale rappresentazione dell'archetipo petrarchesco della "donna sprezzante dell'amor cortese", proponendo la probabile influenza petrarchesca. Alcuni critici ritrovano nell'Orlando Furioso di Ariosto l'origine della trama che vede protagonisti Beatrice e Benedetto; altri, invece, considerano gli shakespeariani Rosalind e Berowne (Pene d'Amore Perdute) e Katherina e Petruchio (La Bisbetica Domata) i precursori sagace coppia.

### Nome
L'origine del nome è ambigua. Beatrice sarebbe la forma italiana di Beatrix e, in questo caso, deriverebbe dal latino viator, viaggiatrice o viaggiatore; potrebbe, però, derivare dal latino beatricem, con il significato di "colei che benedice" o "benedetta", rafforzando attraverso rapporto semantico la relazione tra il personaggio femminile e la controparte maschile: Benedetto.

## Ruolo drammatico
Beatrice vive con suo zio Leonato e sua cugina Ero in una tenuta nelle campagne della città di Messina. L'opera si apre con l'arrivo di un gruppo di soldati appena rientrati da una battaglia, arrivati proprio su invito dello zio Leonato, tra i quali figura Benedetto. Non appena l'ospite incontra Beatrice, i due danno vita ad un'accesa querelle che terminerà con la reciproca dichiarazione di disinteresse sia verso il matrimonio che verso il sesso opposto. Obiettivo dei personaggi dell'opera è quello di riuscire a far sì che Beatrice e Benedetto si innamorino: Ero e la sua dama di compagnia, Ursula, con l'inganno lasciano credere a Beatrice che Benedetto sia infatuato di lei, fingendo di parlarne in segreto tra di loro, ben consapevoli di essere ascoltate. Grazie a questa efficace macchinazione, Beatrice si convince dell'amore del giovane e giura di ricambiarlo intensamente.
Ero, promessa in sposa ad un giovane soldato, Claudio, viene lasciata all'altare con l'accusa di adulterio. Beatrice non ha dubbi sulla sua innocenza e prende parte al piano architettato da Frate Francis, officiante, per scagionarla: insceneranno la morte della ragazza per salvare il suo onore. Dopo poco, Benedetto dichiara a Beatrice il suo amore e, con qualche esitazione, Beatrice rivela di ricambiare il sentimento. Il giovane giura che farebbe di tutto per lei, così Beatrice gli chiede di uccidere Claudio, infuriandosi per le ingiustizie perpetrate nei confronti della cugina. Benedetto accetta con riluttanza e sfida Claudio ad un duello all'ultimo sangue, che mai verrà consumato: Ero si dimostra finalmente innocente e riesce a sposare Claudio, eliminando l'onta subita e ristabilendo l'equilibrio in principio perso. Con un lavoro simbiotico, i due novelli sposi mostrano a Benedetto e Beatrice le lettere d'amore mai inviate che in segreto scrivevano l'una per l'altro. Costretti così ad ammettere i loro veri sentimenti, chiudono l'opera teatrale convolando loro volta a nozze.

## Analisi

### Critica femminista
Parte della critica femminista sostiene che l'arguzia e il potere femminile di Beatrice siano solo mezzi per il sostentamento del potere maschile: secondo questa interpretazione, il matrimonio finale svuoterebbe il personaggio della sua forza iniziale, sarebbe l'espediente usato come antidoto all'anormalità sociale. Un'altra parte di critici, come Barbara Everett e John Crick, considera Beatrice un personaggio protofemminista. Cedric Watts nota come durante il ventesimo secolo un numero sempre maggiore di spettacoli teatrali abbia rappresentato il personaggio con una carica decisamente femminista e una forte grinta
Indipendentemente dalla critica contemporanea, Beatrice ha certamente sconvolto le convenzionali norme di genere del sedicesimo secolo. Secondo alcuni, Beatrice si collocherebbe a pieno titolo nella società maschile, in quanto si approprierebbe del discorso fallico, tipico dei personaggi maschili del periodo.

### "Uccidi Claudio"
L'ultima parte della scena 1 dell'atto 4, in cui Beatrice chiede a Benedetto di "uccidere Claudio", viene spesso indicata come la sequenza "Kill Claudio" ed è stata al centro di svariate discussioni sia tra gli attori che tra gli studiosi.
Una parte della critica evidenzia che l'imperativo "Uccidi Claudio" di Beatrice sottolinei la violenza che sta alla base degli ideali cavallereschi. William Babula sostiene che la richiesta di uccidere Claudio rappresenterebbe il rifiuto di Beatrice ad essere nettamente definita e le eviterebbe la banalità dell'etichetta di "bisbetica". Alcuni studiosi ritengono la richiesta estremamente violenta se si prendono in considerazione le vicissitudini ingannevoli che portano Claudio a disonorare Ero.

### Amore e inganno
Una delle domande ricorrenti poste da generazioni di artisti e registi è se Beatrice e Benedetto provino davvero sentimenti l'una per l'altro o se siano semplicemente vittime di un inganno d'amore. Studiosi come Richard Henze sostengono che l'inganno dei personaggi nei confronti di Beatrice e Benedetto sia un mero mezzo per smascherare i veri sentimenti dei giovani: l'inganno collettivo servirebbe quindi come antidoto all'inganno personale e risulterebbe non più un inganno ma mezzo per il raggiungimento della verità celata: di fatto, non più inganno ma anti-inganno.
Gli studiosi che seguono le orme di Scott, credendo che Beatrice sia stata ispirata da Emilia Pia, hanno interpretato l'occultamento da parte di Beatrice del suo amore per Benedetto come una forma di sprezzatura. C.T. Prouty sostiene che Beatrice e Benedetto siano una coppia di veri amanti e siano quindi la rappresentazione antitetica del "matrimonio di convenienza" che caratterizzerebbe la coppia di Claudio ed Ero.

### Confronto con altre eroine scespiriane
G. Wilson Knight sottolinea la differenza tra Beatrice e Rosaline (Pene d'Amore Perdute) o Rosalind (Come vi Piace): ella non usa travestimenti per far mostra del suo intelletto e rivendica uno spazio nella società dominata dagli uomini. Beatrice è stata anche paragonata all'astuta Caterina de La Bisbetica Domata. Caterina e Petruchio, così come Rosaline e Berowne, sono visti da alcuni come i precursori letterari di Beatrice e Benedetto.

## Rappresentazioni

### Teatro

#### Asia
Nel 1961, Zhu Xijuan interpreta Beatrice con Shanghai xiju (Opera sciangaiese) alla Shanghai Theatre Academy. Grande influenza ebbe il sistema di recitazione di Stanislavskij nella performance di Zhu.
Nella produzione giapponese di Terrence Knapp del 1979 di Molto Rumore per Nulla, viene tradotto sia il titolo (Karasawagi), sia il nome dei personaggi, Beatrice quindi diventa Tori. Anche l'ambientazione cambia, spostando la vicenda da una Messina di dominio spagnolo a un Giappone dell'era Meji; per questo motivo, la battuta di Beatrice "Uccidi Claudio" acquisisce una forte connotazione contestuale e culturale, in virtù dell'importanza che la parentela ha nella cultura giapponese e del principio del bushido (onore).
Nel 1986, Beatrice viene interpretata dalla celeberrima attrice Ma Lan nell'adattamento di Molto rumore per nulla per l'Opera Huangmei. Questo adattamento ha portato non poche problematiche: l'audacia di Beatrice e la sua volontà di nubilato mal si adattavano all'Opera Huangmei, genere tradizionale della Cina feudale. Per legittimare il comportamento di Beatrice la produzione ha deciso di ambientare Molto rumore per nulla in una Cina atemporale.

#### Europa
Nel 1983, la versione belga Veel Leven om Niets ha visto l'attrice Magda Cnudde nei panni di Beatrice. Secondo una recensione, la tensione della scena delle nozze e il pathos in "Uccidi Claudio" vengono eliminati dal trambusto del tono farsesco che caratterizza questa versione dell'opera.
La performance di Christiane von Poelnitz nella versione tedesca Viel Lärm um Nichts al Burgtheater di Vienna nel 2006 è stata duramente criticata in quanto l'attrice non sarebbe stata in grado di tenere testa agli altri attori maschili. Un critico ha descritto lo spettacolo come un "männerverliebtes Männerspiel". Nel 2013, Eva Meckbach ha interpretato Beatrice nella produzione musicale nello Schaubühne diretta da Marius von Mayenburg.

##### Regno Unito

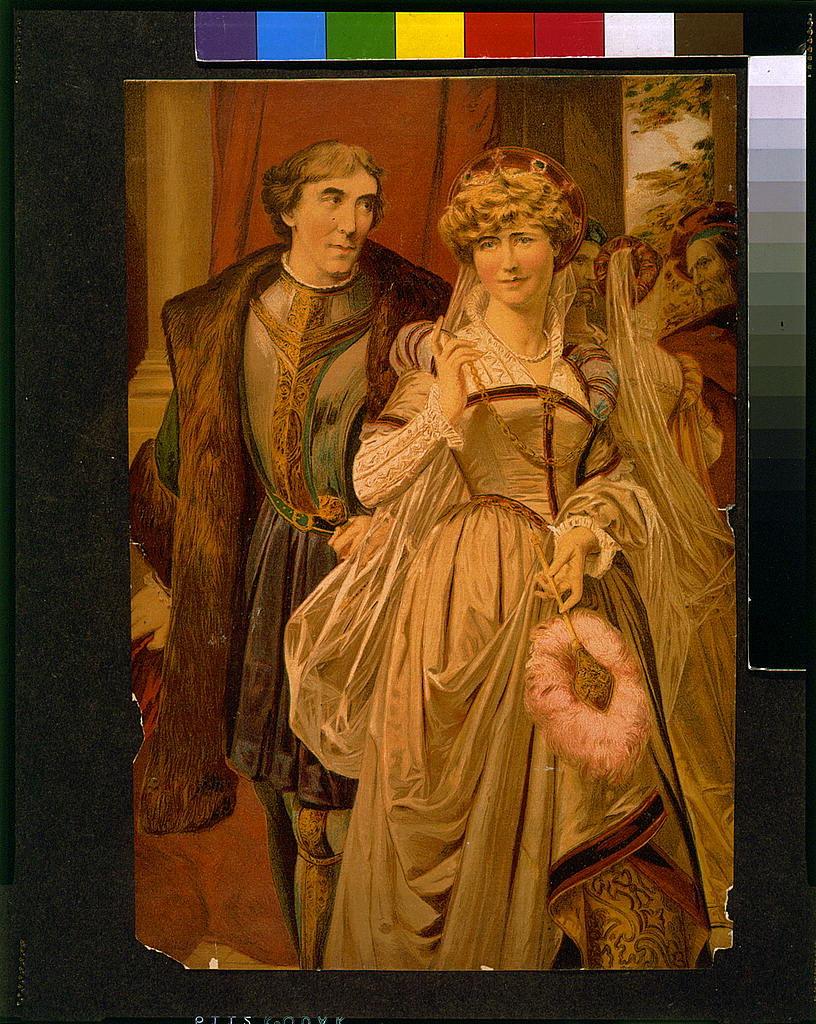
Ellen Terry (destra) nel ruolo di Beatrice

Nel 1700, una donna conosciuta come Frances Abington interpretava Beatrice accanto David Garrick nei panni di Benedetto; alcune incisioni del diciannovesimo secolo testimoniano le performance di Anna Cora Ritchie nel ruolo di Beatrice, senza però lasciare altre informazioni al riguardo; alla fine del diciannovesimo secolo, è Ellen Terry ad interpretare il ruolo accanto a Benedetto di Henry Irving al Lyceum. Nel 1903 e nel 1905, le attrici Olive Kennett e HB Tree assumono questo ruolo.
Maggie Smith ha interpretato Beatrice all'Old Vic nel 1965 in una produzione che nel 1967 viene trasmessa in televisione. Felicity Kendal ha ricevuto l'Evening Standard Award come "Migliore attrice" nel 1987 per la sua interpretazione di Beatrice nella produzione di Elijah Moshinsky allo Strand Theatre.
Alla Royal Shakespeare Company, Beatrice è stata interpretata da Googie Withers (1958), Judi Dench (1976), Maggie Steed (1988), Harriet Walter (2002), e Tamsin Greig (2006). Quest'ultima ha ricevuto il Laurence Olivier Award come "Migliore attrice" ed è stata la prima donna a vincere il Critic's Circle Theatre Award per "Migliore interpretazione shakespeariana".
Zoë Wanamaker ha interpretato Beatrice nella produzione del 2007 al National Theatre diretta da Nicholas Hytner. Nel 2011, Eve Best porta avanti la sua performance allo Shakespeare's Globe in una produzione diretta da Jeremy Herrin. Nello stesso anno, Beatrice è stata interpretata da Catherine Tate, affiancata da David Tennant nel ruolo di Benedetto per la regia di Josie Rourke.
Durante il World Shakespeare Festival della Royal Shakespeare Company del 2012, Meera Syal ha interpretato Beatrice nella produzione diretta da Iqbal Khan e ambientata in India.
Nel 2013, il personaggio viene interpretato da Vanessa Redgrave all'Old Vic sotto la direzione di Mark Rylance. Nel 2017, Beatriz Romilly è Beatrice allo Shakespeare's Globe e l'ambientazione si sposta dall'Italia al Messico. Mel Giedroyc ha interpretato Beatrice nel 2018 al Rose Theatre, Kingston .

#### Nord America

##### Canada
Allo Stratford Festival, Beatrice è stata interpretata da Jane Casson (1971), Martha Henry (1977), Maggie Smith (1980), Tana Hicken (1983), Tandy Cronyn (1987), Goldie Semple (1991), Martha Henry (1998), e Deborah Hay (2012).
Camilla Scott ha interpretato Beatrice allo York Shakespeare Festival nel 2004 in Ontario in una produzione ambientata durante la guerra civile spagnola, mentre Kate Eastwood Norris l'ha interpretata nella produzione del 2005, ambientata subito dopo la seconda guerra mondiale. La Beatrice di Norris è stata descritta intenta in un "jujitsu verbale".
Rose Napoli ha interpretato Beatrice nella produzione del 2019 di Liza Balkan di Shakespeare nell'High Park di Toronto, ambientata alla fine degli anni '90 e ha trasformato Beatrice in un comico emergente. Lo spettacolo inizia con un piccolo show comico di Beatrice della durata di dieci minuti.

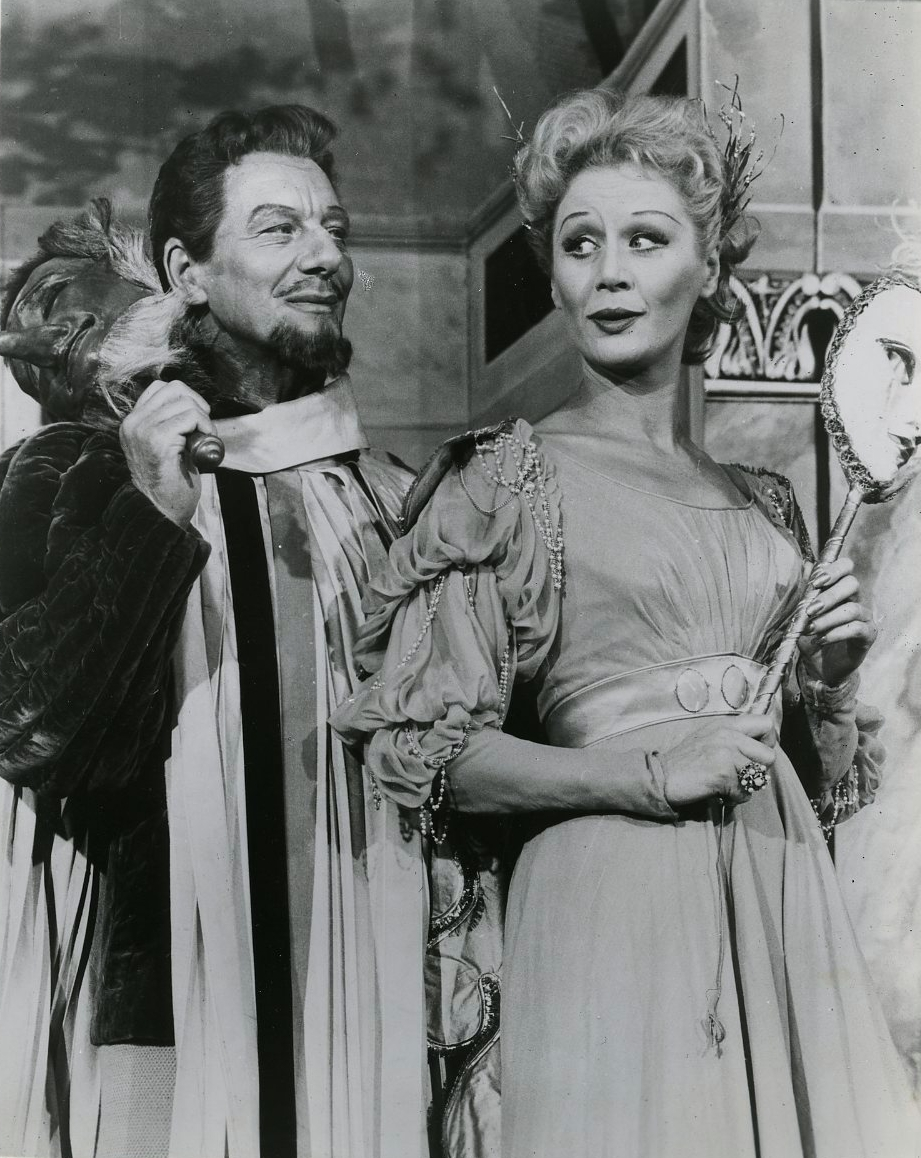
Margaret Leighton (a destra) nei panni di Beatrice a Broadway nel 1959

##### Stati Uniti
Nel 1959 Margaret Leighton interpreta Beatrice a Broadway nel 1959 e nel 1960 viene nominata per un Tony per "Migliore attrice protagonista in un'opera teatrale" per la sua interpretazione.
Nel 1973,per la sua interpretazione di Beatrice, Kathleen Widdoes è stata nominata come "Migliore attrice protagonista in un'opera teatrale". Nel 1985, Sinéad Cusack è stata nominata per lo stesso premio per la sua Beatrice.
Nel 1980, Barbara Dirickson ha interpretato Beatrice all'American Conservatory Theatre. Nel 1988, Blythe Danner ha interpretato Beatrice al Delacorte Theatre durante il New York Shakespeare Festival.
L'interpretazione di Danielle Brooks nella produzione del 2019 diretta da Kenny Leondi Molto rumore per nulla vede un cast composto unicamente da attori di colore allo Shakespeare in the Park di New York City ed è stata successivamente trasmessa in televisione come parte della serie " Great Performances" della PBS.

#### Russia
Tsetsiliya Mansurova interpreta Beatrice al Teatro Vakhtangov nel 1936 e per i cinque anni successivi con la medesima produzione.

### Film
Nell'adattamento cinematofrafico in lingua tedesca del 1964, Viel Lärm um Nichts, Beatrice è stata interpretata da Christel Bodenstein.
Emma Thompson ha interpretato Beatrice nell'adattamento dell'opera di Kenneth Brannagh del 1993 e riguardo la sua interpretazione, Alison Findley ha definito Beatrice "un conduttore per la potenza emotiva del film".
Nell'adattamento cinematografico di Joss Whedon del 2012, Beatrice è stata interpretata dall'attrice americana Amy Acker.

### Serie televisive e webserie
La prima performance televisiva trasmessa nel Regno Unito dell'opera shakespeariana vedeva Maggie Smith nei panni di Beatrice; è stata adattata dallo spettacolo all'Old Vic ed è stata diretta per la televisione da Franco Zeffirelli.
Sarah Parish interpreta una versione moderna di Beatrice nella serie ShakespeaRe-Told, progetto di adattamenti televisivi di Shakespeare. In ShakespeaRe-Told, Beatrice è una giornalista nell'immaginario telegiornale locale dal nome Wessex Tonight.
Harriett Maire, invece, ha interpretato Beatrice nella serie web "Nothing Much To Do", un adattamento moderno di Molto rumore per nulla raccontato attraverso i vlog.